# Aristotipo al colodión
El aristotipo al colodión es un positivo monocromo que se consigue mediante el proceso de ennegrecimiento directo sobre papel baritado (papel para el positivado de blanco y negro) con emulsión de colodión. La copia consta de tres capas: el papel de soporte, una capa de barita y, por último, una capa de aglutinante.

## Historia
En el año 1865 George Wharton Simpson ya fabricaba papeles al colodión, pero este tenía poca adherencia sobre este soporte. Veinte años después, en 1885 Liesegang y Obernetter introdujeron una capa de barita. Esta consiguió tapar las fibras visibles en algunas partes del papel y permitía una mayor adhesión del colodión. Con esta innovación se garantizaba por primera vez la comercialización y distribución de papeles fotográficos ya sensibilizados con tres capas (la del papel, la barita y la emulsión de colodión).

## Fabricación
En 1866, Jean Laurent y José Martínez Sánchez introdujeron en el mercado los primeros papeles de estar características. Estos papeles llamados leptográficos, eran papeles al cloruro de plata que podían tener un aspecto mate o brillante. A pesar de la calidad y las innovaciones técnicas aplicadas a este tipo de papeles, como el hecho de que la capa sensible no se extendiera sobre un soporte de papel en estado bruto sino sobre una capa intermedia de gelatina, este tipo no tuvieron éxito y en 1870 ya ni se fabricaban.
Posteriormente, en 1885, con la necesidad de un nuevo público aficionado que pudiera usar una técnica de positivado fácil, nuevamente se introdujeron al mercado los ya mencionados papeles leptográficos, que desde entonces pasaron a llamarse aristotipos, como el nombre de una marca distribuida en Alemania.

## Procedimiento
El término genérico aristotipo hace referencia al proceso fotográfico de ennegrecimiento que usa papel de impresión recubierto por una capa homogénea, lisa y blanca de barita, que permite conseguir imágenes con una mayor definición, sobre la que se coloca una tercera capa compuesta por un aglutinado de colodión con nitrato de plata. Es justamente el depósito de plata del algunitado de colodión el que permitía la formación de la imagen per ennegrecimiento directo (POP).

## Características
La capa de barita o de separación del papel al colodión impedía visualizar las fibras del papel. Las imágenes obtenidas mediante este proceso solían tener tonalidades cálidas, que podían variar del marrón al violeta o al gris según las sales de plata usadas. En general eran montadas sobre soportes secundarios y la superficie era lisa y brillante, pero se volvía mate cuando se viraba con platino y oro.

## Conservación
En las impresiones fotográficas realizadas con papel o aristotipo al colodión era habitual que apareciera un efecto craquelado. Esto se debe a que el colodión, a diferencia del soporte del papel no suele experimenta movimientos de contracción ni expansión. El colodión también es muy susceptible a la abrasión; puede ser rayado y sobrepasado dejando ver la capa de barita.
Para evitar el deterioro de los aristotipos, estos no deben ser expuestos a contaminantes ambientales ni a temperaturas mayores a 18 °C. Tienen que ser almacenadas en guardas de papel o plástico de calidad que presenten texturas lisas y sean químicamente estables. Por otro lado es necesario asegurarse de que el lugar de almacenamiento tenga un nivel de humedad relativa de entre el 30% y el 60%.

## Éxito
Los aristotipos fueron los precursores de los papeles fotográficos modernos por su fabricación industrial y su estructura de tres capas. El papel al colodión fue muy popular desde finales del siglo XIX, concretamente desde la década de 1880, hasta principios del siglo XX, aproximadamente hasta los años cuarenta. De hecho, aristotipo fue una marca registrada que debido a su gran éxito se convirtió en un término genérico. Este éxito se debe a distintas cualidades de este tipo de positivo, principalmente su facilidad de uso, el resultado estético que permitía lograr y la mayor estabilidad y sensibilidad a la luz que presentaba. Fue utilizado tanto por aficionados como profesionales.